# (10427) Klinkenberg
(10427) Klinkenberg est un astéroïde de la ceinture principale.

## Description
(10427) Klinkenberg est un astéroïde de la ceinture principale. Il fut découvert le 24 septembre 1960 à l'observatoire Palomar par Cornelis Johannes van Houten, Ingrid van Houten-Groeneveld et Tom Gehrels. Il présente une orbite caractérisée par un demi-grand axe de 2,23 UA, une excentricité de 0,22 et une inclinaison de 2,3° par rapport à l'écliptique.

## Compléments